# 櫻紅副獅子魚
櫻紅副獅子鱼，为輻鰭魚綱鮋形目杜父魚亞目狮子鱼科的其中一種。分布於南冰洋，屬深海底棲性魚類，棲息在水深950至1100公尺的海域，生活習性不明。